# Новые Миглощи
Новые Миглощи — деревня в Кимрском районе (с 2022 года - в Кимрском муниципальном округе) Тверской области.  До 2022 года входила в состав Центрального сельского поселения.

## География
Находится в юго-восточной части Тверской области на расстоянии приблизительно 23 км на север-северо-восток по прямой от районного центра города Кимры на левом берегу реки Медведица.

## История
Известна с 1678 года как Миглощи или Миголощи, владение Григория Петровича Годунова. В 1795 году здесь 15 дворов, в 1887 — 40. 
Жители деревни являлись прихожанами Богоявленского храма в соседнем селе Медведицкое.
Перед заполнением Угличского вдхр жители переселились и частично перенесли свои дома ниже по течению и на более высокое место, дальше от реки. Позже старое место вновь было застроено под названием "Старые Миглощи".
Ныне  две деревни официально объединены под названием "Новые Миглощи"

## Население
Численность населения: 122 человека (1795 год), 199 (1851), 184 (1887), 3 (русские 100 %) в 2002 году, 1 в 2010.